# IndeTerminatePLUS
『IndeTerminatePLUS』（インデターミネートプラス）は、ゲームサークルアルファナッツの代表HIDEが個人制作したフリーのRPGであり、前作『IndeTerminate』のリメイク作品でもある。本項ではこれに加え、リメイク作品の『IndeTerminate PLUS ALPHA』についても記載する（以降IndeTerminatePLUSを「旧版」、IndeTerminate PLUS ALPHAを「リメイク版」と記す）。制作にはRPGツクール2000が使用されている。

## 概要
1人の少年が道中で出会う様々な仲間と共に遥彼方の帝都へ手紙を届けに行く物語。
旧版はファミ通によるコンテンストパークで2001年7月に銅賞を受賞した。RPGツクール2000の既存の戦闘システムを使わず、作者のHIDE自作のサイドビュー戦闘を用いており、コンテストパークでもシステム面について評価されているほか、画像は全て自作である。また、開発当時はまだアルファナッツは結成されておらず、個人制作である。
アルファナッツが結成された後の2006年7月にリメイク版のIndeTerminate PLUS ALPHAが発表され、ダイソーにおいて『ダイソーショップザ・ゲームシリーズ 11 ファンタジーロープレ』というタイトルで販売された。この販売の終了に伴い、2007年9月からは作者ページ及び各ダウンロードサイトでフリーウェアとして配布されている。リメイク版の企画はグラフィックチーフの辺境紳士で、ストーリーは同じだが、グラフィックやシステム面などが改善されている。基本的なシステムは旧版より流用されている為、旧版のセーブデータをリメイク版にコンバートする事が可能。
本作の設定は後に制作される「女神の涙」「今の風を感じて」「天使の微笑」「白い絆」などに引き継がれ、IndeTerminateシリーズとして作品展開している。

### 世界観
舞台は、女神レフィリアをよりどころとする宗教団体「レフィリア教」が世界中に浸透した世界。レフィリアの信者の中でも素質のあるものは、かつて女神レフィリアが行使したとされる「聖術」を使う事ができ、教会に所属して一人前の聖術士となるための訓練を行っている。

### シリーズ関係
シリーズ2作目の「女神の涙」では、本作で主人公アレイドが目指す帝都ジェノシードを舞台としており、時系列でも本作と同時進行である。また「今の風を感じて」「天使の微笑」「白い絆」はどれも本作の2年後を舞台としている。特に3作目の「今の風を感じて」は本作の直接の続編に当たり、アレイドとティナを中心にストーリが進行する。携帯用アプリとして制作された「真紅の誓い」はそのさらに2年後を描いている。

## ストーリー
教会に属するアレイド・フィリオールは、聖術士の訓練生としていまいちな日常を送っていた。ある日、アレイドは師匠エルシールから手紙を届けるよう命じられる。軽く引き受けたアレイドだが、行き先は遙か遠くの帝都ジェノシードだという。気が進まないまましぶしぶ出発したアレイドは、道中で様々な仲間と出会い様々な経験を積んでゆく。

## キャラクター
アレイド・フィリオール
フィークライト大神殿所属、B級修士。16歳。本作の主人公。得意技は火炎。
頑張り屋ではあるのだが、マイペースな性格でボーっとしていることも多く、聖術士としてはどちらかと言うと劣等生。優柔不断な面も含め、どこか頼りなさを感じさせる。
リーク・アーネスト
アレイドが道中最初に出会い、兄貴分的存在になる少年剣士。18歳。
実は聖術士としての素質も持っているようだが、剣にこだわっており、腕もなかなかのもの。一方、向う見ずで方向オンチな一面もある。
フィーナ・エルディス
ジェノシード大神殿所属、A級学士。17歳。得意技は快癒。
自分に掛かった呪いを解くためフィークライト大神殿にきていた少女。アレイドたちの旅に同行することになる。
リディア・ティルシア
メルカティスに住んでいる女戦士。19歳。槍を使う。アレイドたちの旅の後半を案内してくれる。
ティナ・ファーレン
フィークライト大神殿所属、C級学士。17歳。得意技は雷撃。
アレイドの幼馴染。一人で旅に出ることになったアレイドを気にかけている。
セディ
旅の途中で会う貴族の少年。13歳。
アルテ
賞金稼ぎの術剣士。28歳。アレイドたちと衝突する。
エルシール・バルハート
フィークライト大神殿大神官補佐官。27歳。現在唯一のS級神官で、五大聖術士の一人。
アレイドとティナの師匠で、今回の旅を命じた人物。アレイドを行かせたのには訳があるようだ。
シェーラ・エルディス
ジェノシード大神殿神官長。フィーナの姉。エルシールが手紙を宛てた人物。
カチュア・ニーケット
ジェノシード大神殿神官長補佐官。フィーナの師匠で、シェーラの幼馴染。

## 用語
ここでは本作で登場した設定のみを解説する。さらに詳しい情報は、女神の涙・今の風を感じてなどを参照。
レフィリア教
かつて、世界を滅亡の危機から救ったとされる女神レフィリアをよりどころとする宗教団体。教会は、レフィリアが行使したとされる聖術を教える養成学校としても機能しており、多くの術士が学んでいる。ここで学ぶ多くの術士達は許可無く外出をする事は固く禁止されており、数ヶ月に1～2度に（術士の学業の一環として）外出許可が出る。アレイドやティナもその2人である。
一般に聖術を使えるものは聖術士と呼ばれ、修練度によってランク分けされている。実力のあるものは教会の運営に関わることとなる。
主な活動拠点としてレフィリア教の総本山であるフィークライト大神殿がある。